# Тайрос-4
Тайрос-4 (англ. TIROS 4, Television and InfraRed Observation Satellite — укр. Супутник телевізійного й інфрачервоного спостереження), інші назви Тайрос-Ді (англ. TIROS-D), Ей-9 (англ. A-9, Applications — укр. Застосування) — американський метеорологічний супутник.
Супутник випробовував експериментальну телевізійну техніку й інфрачервоні пристрої.

## Опис
Апарат був призмою з вісімнадцятикутною основою з алюмінієвого сплаву і нержавіючої сталі діаметром 107 см, висотою 48 см, масою 130 кг. На зміцнені нижній основі розташовувалась більшість систем. Нагорі розташовувалась антена для прийому наземних команд. В нижній частині діагонально відносно основи розташовувались чотири дипольні антени для передачі телеметрії на частоті 235 МГц. Згори і з боків апарат був вкритий 9200 сонячними елементами розміром 1×2 см, що використовувались для заряджання 21 нікель-кадмієвої батареї. Навколо нижньої основи було змонтовано п'ять діаметрально опозитних пар невеликих твердопаливних двигунів для підтримки швидкості обертання 8-12 обертів на хвилину, що стабілізувало апарат в польоті. Вісь обертання була зорієнтована з точністю 1-2 градуси завдяки використанню магнітного контролю висоти, для чого було використано 250 витків дроту навколо зовнішньої поверхні апарата. Взаємодія між індукцією магнітного поля супутника і магнітного поля Землі створювала необхідний момент сили для орієнтації.
Супутник мав дві телевізійні камери з відиконами діаметром 1,27 см, широкого і вузького кутів огляду, для фіксації зображень хмарного покриву Землі. Зображення в зонах прийому передавались на приймальні наземні станції, під час несприятливої погоди і поза станціями дані записувались на бортовий плівковий магнітофон для передачі згодом. Додатково апарат мав п'ятиканальний сканувальний інфрачервоний радіометр з середньою роздільною здатністю, всеспрямований радіометр і двоканальний радіометр із низькою роздільною здатністю для вимірювання випромінювання Землі й атмосфери.
Система управління польотом стежила за збільшення ефективності роботи сонячних елементів і телевізійних камер, а також захищала п'ятиканальний інфрачервоний радіометр від тривалого перебування під прямими сонячними променями.

## Політ
8 лютого 1962 року о 12:43:45 UTC ракетою-носієм Тор-Дельта/Дельта з космодрому Мис Канаверал відбувся запуск апарата Тайрос-4.
3 травня 1962 року вийшла з ладу одна телевізійна камера. 10 червня 1962 року вийшов з ладу магнітофон для запису зображень іншої камери, після цього апарат передавав зображення лише наживо. 30 червня 1962 року сканувальний радіометр перестав передавати придатну для аналізу інформацію. 28 лютого 1962 року супутник було відключено. Апарат передав 32 593 зображення хмар. Супутник досі перебуває на орбіті.